# Новый Ржавец
Новый Ржавец — деревня в Вяземском районе Смоленской области России. Входит в состав Новосельского сельского поселения. Население — 89 жителей (2007). 
Расположена в восточной части области в 1 км к востоку от Вязьмы, в 3 км южнее автодороги М1 «Беларусь». В 2 км северо-западнее деревни расположена железнодорожная станция Вязьма-Новоторжская на линии Вязьма — Ржев. 

## История
В годы Великой Отечественной войны деревня была оккупирована гитлеровскими войсками в октябре 1941 года, освобождена в марте 1943 года.